# Women Cycling Pro Costa De Almería
Women Cycling Pro Costa De Almería ist ein Straßenradrennen im Frauenradsport in Spanien.
Das Eintagesrennen wurde erstmals im Jahr 2023 ausgetragen. Die Strecke führt auf hügeligem Kurs entlang der Costa de Almería in der gleichnamigen Provinz im Südosten von Spanien. Aufgrund der südlichen Lage findet das Rennen bereits zu Saisonbeginn im Januar statt. Das Rennen ist in die Kategorie 1.1 eingestuft.

## Palmarès
| Jahr | Siegerin                  | Zweite             | Dritte              |          |
| ---- | ------------------------- | ------------------ | ------------------- | -------- |
| 2022 | Aranza Valentina Villalón | Antri Christoforou | Nadine Gill         |          |
| 2023 | Arianna Fidanza           | Emma Norsgaard     | Audrey Cordon-Ragot |          |
| 2024 | Olivia Baril              | Ane Santesteban    | Karolina Perekitko  |          |
| 2025 | abgesagt                  | abgesagt           | abgesagt            | abgesagt |